# Vila Seca (Armamar)
Vila Seca é uma povoação portuguesa do Município de Armamar que foi sede da extinta Freguesia de Vila Seca, freguesia que tinha 11,58 km² de área e 426 habitantes (2011), e, por isso, uma densidade populacional de 36,8 hab/km².
A Freguesia de Vila Seca foi extinta em 2013, no âmbito de uma reforma administrativa nacional, tendo sido agregada à Freguesia de Santo Adrião, para formar uma nova freguesia denominada União das Freguesias de Vila Seca e Santo Adrião da qual é sede.
Vila Seca foi vila e sede de concelho até ao início do século XIX, quando foi integrada no município de Barcos. O concelho era constituído por uma freguesia e tinha, em 1801, 517 habitantes.

## População
| Número de habitantes | Número de habitantes | Número de habitantes | Número de habitantes | Número de habitantes | Número de habitantes | Número de habitantes | Número de habitantes | Número de habitantes | Número de habitantes | Número de habitantes | Número de habitantes | Número de habitantes | Número de habitantes | Número de habitantes |
| -------------------- | -------------------- | -------------------- | -------------------- | -------------------- | -------------------- | -------------------- | -------------------- | -------------------- | -------------------- | -------------------- | -------------------- | -------------------- | -------------------- | -------------------- |
| 1864                 | 1878                 | 1890                 | 1900                 | 1911                 | 1920                 | 1930                 | 1940                 | 1950                 | 1960                 | 1970                 | 1981                 | 1991                 | 2001                 | 2011                 |
| 861                  | 811                  | 726                  | 731                  | 829                  | 726                  | 842                  | 844                  | 884                  | 871                  | 598                  | 556                  | 514                  | 483                  | 426                  |

(Obs.: Número de habitantes "residentes", ou seja, que tinham a residência oficial neste concelho à data em que os censos  se realizaram.)

## Património
- Marco granítico n.º 82
- Marco granítico n.º 84
- Marco granítico n.º 85
- Capela de Nossa Senhora das Neves - (Marmelal)